# Forteresse de Berlin

Un plan de 1688 des fortifications du Vieux-Berlin (à droite) et de la Ville-Neuve à l'ouest (à gauche) lesquelles n'ont pas été réalisées.

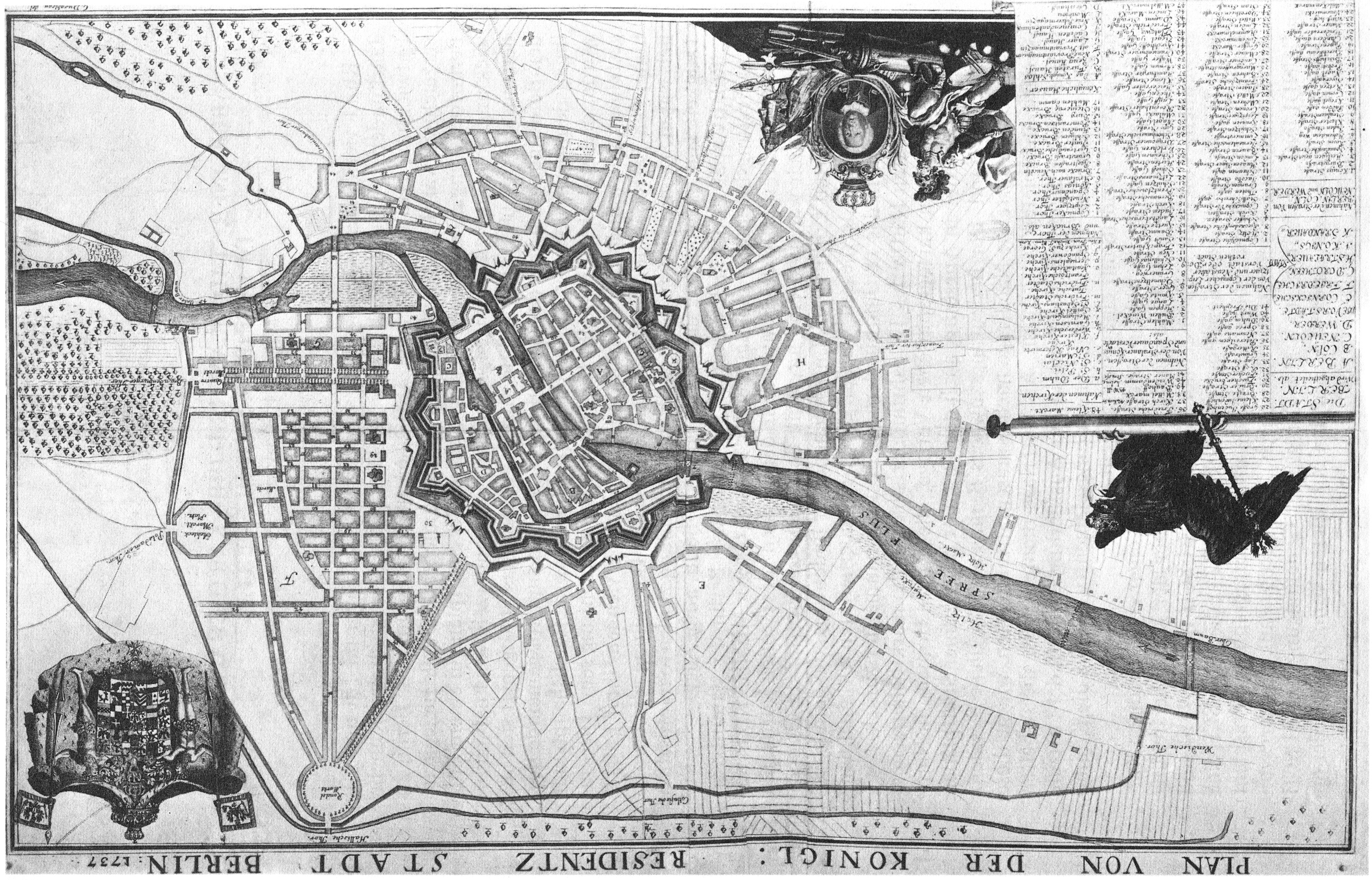
Une carte de 1737 avec Berlin et ses banlieues (le nord est en bas)

La forteresse de Berlin (Festung Berlin) est l'enceinte fortifiée de Berlin construite au XVIIe siècle et entourant les quartiers historiques du Vieux-Berlin (Alt-Berlin), Cölln, Neu-Cölln et Friedrichswerder.

## Histoire
Frederick William I, dit "le Grand Electeur",  Electeur de Brandebourg et Duc de Prusse, a ordonné à l'architecte ingénieur Johann Gregor Memhardt de faire des plans pour une fortification autour de la ville. Les fortifications ont commencé en 1650 en suivant le modèle de fortification contemporain des bastions dans le nord de l'Italie. De grands remparts ont été érigés et l'espace entre les deux était rempli d'eau. La construction des parties est de la rivière a été achevée entre 1658-1662. 
Cependant des problèmes ont été constatés avec les parties occidentales à cause des marécages de la région et par conséquent celles-ci n'ont été finies qu'en 1683. Les remparts de ce côté n'ont jamais atteint leur taille prévue. Dans les années suivantes, les remparts se détériorèrent à tel point que Frédéric Guillaume I de Prusse décida de les abandonner. 
Le mur des douanes de Berlin fut érigé à leur place, un projet qui dura jusqu'en 1737. En 1740, les travaux de démolition la forteresse commencèrent, mais ce n'est qu'à la fin du XIXe siècle que tous les remparts ont été nivelés. Aujourd'hui rien ne reste à part un écho de son parcours comme en témoignent les itinéraires en zigzag empruntés par certaines rues du centre-ville. Une carte peut être vue dans la Stadtbahn de Berlin des voies ferrées qui ont été construites le long de la section orientale (nord) où la forteresse avait été.

## Portes
- La porte de Leipzig (Leipziger Tor)
- La porte de Köpenick (Köpenicker Tor
- La porte des moulins (Mühlentor)
- La porte Georges (Georgentor), après 1701 la porte du roi (Königstor)
- La porte de Spandau (Spandauer Tor)
- L'addition tardive de la porte de Ville-Neuve (Neustädtisches Tor) près du Château (Schloss) n'a pas été fortifiée.

Ces portes ne doivent pas être confondues avec les portes du mur d'accise de Berlin (Berliner Zollmauer 1737-1867) qui ont été construites après la forteresse. Par exemple, la nouvelle porte de Leipzig (Neues Leipziger Tor) était située près du Potsdamer Platz, par ailleurs elle était également appelée la porte de Potsdam (Potsdamer Tor).

## Bastions
- Bastion I dit de la garde (Leib-Garde-Bollwerk)
- Bastion II dit de Wittgenstein (Wittgensteinsches Bollwerk)
- Bastion III
- Bastion IV
- Bastion V
- Bastion VI
- Bastion VII
- Bastion VIII
- Bastion IX dit du monastère (Kloster-Bollwerk)
- Bastion X
- Bastion XI dit des dragons (Dragoner-Bastion)
- Bastion XII
- Bastion XIII